# Харутаю
Харутаю (устар. Харута-Ю) — река в Ненецком автономном округе и Республике Коми, левый приток реки Адзьва (бассейн Печоры).
Протекает по Большеземельской Тундре. Впадает в Адзьву на 45-м км от устья. Длина реки — 56 км.
В 9 км от устья в Харутаю впадает река Лёк-Харута, в 15 км — река без названия.
Питание снеговое, ввиду того что течение реки направлено с севера на юг, весной часто бывает сильные половодье. Ледостав в октябре-ноябре. Вскрывается ото льда в мае, реже в июне.
В устье реки находится посёлок Харута. В 1,2 км к юго-западу от посёлка Харута находится Харутинское местонахождение, где были обнаружены кости трогонтериевого слона и кварцитовые отщепы. Предположительно датируется возрастом 200—120 тыс. лет назад.